# 土屋正勝
土屋 正勝（つちや まさかつ、1956年11月6日 - ）は、千葉県旭市出身の元プロ野球投手。

## 来歴・人物
叔父は千葉県立銚子商業高等学校が1965年の夏の甲子園で準優勝した際の左翼手。土屋も銚子商に進学し1973年春から4期連続で甲子園に出場を果たす。1年秋の県大会では木更津中央高の古屋英夫と投げ合うと、古屋は途中降板したが延長14回を投げて完投勝利で優勝。関東大会では準決勝で江川卓が先発した作新学院を相手に2番手で登板したが完封負け。2年春の選抜は控え投手として出場。1回戦で報徳学園に大敗するが、この試合でリリーフに立ち甲子園初登板。同年夏は県大会決勝で再度、木更津中央高の古屋英夫と投げ合い、延長12回を完投して優勝。夏の選手権はエースとして起用され、2回戦で作新学院の江川と互いに無失点で投げ合い、延長12回の末にサヨナラ勝ち。準々決勝に進出するが植松精一らのいた静岡高に競り負けた。
2年秋の関東大会では準決勝で土浦日大高の工藤一彦と投げ合って延長10回を完投勝利し、決勝では永川英植が先発した横浜高を完封した。1974年の春の選抜も準々決勝に進むが、この大会に優勝した報徳学園に惜敗。甲子園や練習試合等での酷使がたたったのか、同年夏は地区予選で肘を痛める。県大会決勝で石毛宏典のいた市銚子高を降し夏の選手権に出場は果たしたものの、甲子園には電気治療器を携えての登板となった。大会では土屋の快投と1学年後輩である篠塚利夫ら強力打線の爆発により圧倒的な強さで勝ち進み、決勝で防府商を7-0で降し初優勝を飾る。土屋は球威は衰えたものの、抜群のコントロールと投球術で相手打線を翻弄、5試合で失点わずか1という見事なピッチングを見せた。2学年後輩に宇野勝がいる。
同年秋のドラフト会議では高校生の目玉として注目を集め、中日ドラゴンズから1位で指名を受けて入団。
1975年には4月から先発に抜擢されるが結果を残せなかった。その後は度々肘や肩の故障に苦しむ。
1979年には開幕から五番手の先発要員として起用され17試合に先発、完投勝利も記録したがわずか2勝に終わる。
1981年からは主に中継ぎに回る。
1984年に入沢淳との交換トレードでロッテオリオンズへ移籍。この年の阪急ブレーブスとの開幕戦で2番手として登板するが、水谷実雄に頭部死球を与える。この死球は水谷の選手生命を左右するほどの大怪我で、水谷は夏場に復帰を果たしたが、往年の打撃が戻ることはなく、翌1985年に現役を引退。土屋からすれば後味の悪いものになってしまった。
1986年5月10日の試合では1球で勝利投手になったが、それ以外で目立った成績を残すことはなく、同年のシーズン終了後に現役を引退した。引退後の2019年10月時点では、郷里の旭市で保険代理店「有限会社土屋保険サービス」を営む。
中日ファンが多数集まる中華料理店として有名な「中国料理ピカイチ」がファンの間で「聖地」として知られるようになったきっかけは、同店の初代店主・兵頭洋二の妻・カツ子が高校時代から土屋のファンだったことから、カツ子の知人が当時まだ若手だった土屋を連れて来店したことであるという。カツ子は1999年、当時の土屋の人気ぶりについて、同年時点での松坂大輔にも匹敵するものであったと述べている。

## 詳細情報

### 年度別投手成績
| 年 度      | 球 団      | 登 板 | 先 発 | 完 投 | 完 封 | 無 四 球 | 勝 利 | 敗 戦 | セ 丨 ブ | ホ 丨 ル ド | 勝 率 | 打 者 | 投 球 回 | 被 安 打 | 被 本 塁 打 | 与 四 球 | 敬 遠 | 与 死 球 | 奪 三 振 | 暴 投 | ボ 丨 ク | 失 点 | 自 責 点 | 防 御 率 | W H I P |
| ---------- | ---------- | ----- | ----- | ----- | ----- | -------- | ----- | ----- | -------- | ----------- | ----- | ----- | -------- | -------- | ----------- | -------- | ----- | -------- | -------- | ----- | -------- | ----- | -------- | -------- | ------- |
| 1975       | 中日       | 14    | 6     | 0     | 0     | 0        | 0     | 1     | 0        | --          | .000  | 179   | 39.2     | 44       | 8           | 15       | 0     | 2        | 22       | 0     | 0        | 22    | 19       | 4.28     | 1.49    |
| 1976       | 中日       | 8     | 0     | 0     | 0     | 0        | 0     | 0     | 0        | --          | ----  | 56    | 11.2     | 19       | 3           | 7        | 0     | 0        | 6        | 0     | 0        | 11    | 11       | 8.25     | 2.23    |
| 1977       | 中日       | 9     | 2     | 0     | 0     | 0        | 0     | 1     | 0        | --          | .000  | 82    | 20.1     | 23       | 2           | 2        | 0     | 0        | 7        | 0     | 0        | 14    | 12       | 5.40     | 1.23    |
| 1978       | 中日       | 16    | 4     | 0     | 0     | 0        | 0     | 2     | 0        | --          | .000  | 194   | 38.2     | 57       | 11          | 25       | 0     | 3        | 12       | 2     | 0        | 36    | 32       | 7.38     | 2.12    |
| 1979       | 中日       | 31    | 17    | 1     | 0     | 0        | 2     | 6     | 1        | --          | .250  | 459   | 104.0    | 117      | 21          | 44       | 1     | 2        | 43       | 3     | 0        | 62    | 55       | 4.76     | 1.55    |
| 1980       | 中日       | 28    | 6     | 0     | 0     | 0        | 1     | 4     | 0        | --          | .200  | 261   | 61.0     | 71       | 13          | 15       | 1     | 1        | 39       | 5     | 0        | 36    | 33       | 4.87     | 1.41    |
| 1981       | 中日       | 23    | 0     | 0     | 0     | 0        | 1     | 0     | 0        | --          | 1.000 | 129   | 33.0     | 23       | 2           | 10       | 3     | 0        | 16       | 0     | 0        | 8     | 7        | 1.91     | 1.00    |
| 1982       | 中日       | 13    | 0     | 0     | 0     | 0        | 0     | 0     | 0        | --          | ----  | 67    | 15.1     | 15       | 1           | 6        | 3     | 0        | 5        | 0     | 0        | 6     | 5        | 3.00     | 1.37    |
| 1984       | ロッテ     | 29    | 2     | 0     | 0     | 0        | 0     | 3     | 1        | --          | .000  | 286   | 62.2     | 67       | 8           | 32       | 2     | 3        | 32       | 1     | 0        | 42    | 37       | 5.31     | 1.58    |
| 1985       | ロッテ     | 33    | 0     | 0     | 0     | 0        | 2     | 2     | 0        | --          | .500  | 395   | 89.2     | 98       | 13          | 35       | 2     | 4        | 43       | 2     | 0        | 58    | 47       | 4.72     | 1.48    |
| 1986       | ロッテ     | 36    | 1     | 0     | 0     | 0        | 2     | 3     | 2        | --          | .400  | 181   | 41.0     | 45       | 8           | 17       | 0     | 1        | 19       | 4     | 0        | 30    | 21       | 4.61     | 1.51    |
| 通算：11年 | 通算：11年 | 240   | 38    | 1     | 0     | 0        | 8     | 22    | 4        | --          | .267  | 2289  | 517.0    | 579      | 90          | 208      | 12    | 16       | 244      | 17    | 0        | 325   | 279      | 4.86     | 1.52    |

### 記録
- 初登板：1975年4月6日、対阪神タイガース2回戦（中日スタヂアム）、9回表に3番手として救援登板・完了、1回無失点
- 初奪三振：同上、9回表に谷村智啓から
- 初先発：1975年4月29日、対広島東洋カープ3回戦（中日スタヂアム）、5回0/3を1失点で敗戦投手
- 初勝利・初先発勝利：1979年7月12日、対ヤクルトスワローズ13回戦（明治神宮野球場）、7回2失点
- 初完投勝利：1979年8月11日、対阪神タイガース15回戦（西京極球場）、9回2失点
- 初セーブ：1984年6月2日、対西武ライオンズ8回戦（川崎球場）、9回表二死に4番手として救援登板・完了、1/3回無失点
- 1球勝利投手：1986年5月10日、対西武ライオンズ5回戦（川崎球場）、9回表二死に伊東勤を捕手ゴロ ※史上7人目

### 背番号
- 16（1975年 - 1983年）
- 27（1984年 - 1986年）